# UEFA Champions League 2021-2022 (qualificazioni)
La fase di qualificazione della UEFA Champions League 2021-2022 si è disputata tra il 22 giugno e il 25 agosto 2021. Hanno partecipato a questa prima fase della competizione 54 club: 6 di essi si sono qualificati alla successiva fase a gironi.

## Date
| Turno             | Sorteggio             | Andata                      | Ritorno                     |
| ----------------- | --------------------- | --------------------------- | --------------------------- |
| Turno preliminare | 8 giugno 2021 (Nyon)  | 22 giugno 2021 (semifinali) | 22 giugno 2021 (semifinali) |
| Turno preliminare | 8 giugno 2021 (Nyon)  | 25 giugno 2021 (finale)     |                             |
| Primo turno       | 15 giugno 2021 (Nyon) | 6-7 luglio 2021             | 13-14 luglio 2021           |
| Secondo turno     | 16 giugno 2021 (Nyon) | 20-21 luglio 2021           | 27-28 luglio 2021           |
| Terzo turno       | 19 luglio 2021 (Nyon) | 3-4 agosto 2021             | 10 agosto 2021              |
| Spareggi          | 2 agosto 2021 (Nyon)  | 17-18 agosto 2021           | 24-25 agosto 2021           |

## Squadre
| Legenda | Legenda                                                           |
| --- | ----------------------------------------------------------------- |
| I club vincitori del terzo turno avanzano al turno di spareggi |                                                                   |
| I club sconfitti nel terzo turno accedono agli spareggi (se partecipanti tra i Campioni) o alla fase a gironi (se partecipanti tra le Piazzate) dell'Europa League |                                                                   |
| I club sconfitti nel secondo turno accedono al terzo turno dell'Europa League                                                                                      |                                                                   |
| I club sconfitti nel turno preliminare e | nel primo turno accedono al secondo turno della Conference League |

| Squadre       | Coeff    |
| Campioni      | Campioni |
| ------------- | -------- |
| Slavia Praga  | 43.500   |
| Rangers       | 31.250   |
| Piazzate      |          |
| Šachtar       | 79.000   |
| Benfica       | 58.000   |
| Monaco        | 36.000   |
| Genk          | 30.000   |
| Spartak Mosca | 18.500   |

| Squadre      | Coeff    |
| Campioni     | Campioni |
| ------------ | -------- |
| Olympiacos   | 43.000   |
| Young Boys   | 35.000   |
| Stella Rossa | 32.500   |
| Omonia       | 5.550    |
| Piazzate     |          |
| Celtic       | 34.000   |
| PSV          | 29.000   |
| Sparta Praga | 17.500   |
| Rapid Vienna | 17.000   |
| Galatasaray  | 17.000   |
| Midtjylland  | 13.500   |

| Squadre           | Coeff    |
| Campioni          | Campioni |
| ----------------- | -------- |
| Dinamo Zagabria   | 44.500   |
| Ludogorec         | 28.000   |
| Malmö FF          | 18.500   |
| CFR Cluj          | 16.500   |
| Legia Varsavia    | 16.500   |
| Sheriff Tiraspol  | 14.500   |
| Ferencváros       | 13.500   |
| Škendija          | 9.000    |
| Slovan Bratislava | 7.500    |
| Dinamo Tbilisi    | 6.500    |
| Žalgiris          | 6.500    |
| Alaškert          | 6.500    |
| Flora Tallinn     | 6.250    |
| Budućnost         | 6.000    |
| Qairat            | 6.000    |
| Lincoln Red Imps  | 5.750    |

| Squadre           | Coeff    |
| Campioni          | Campioni |
| ----------------- | -------- |
| Riga FC           | 5.500    |
| HJK               | 5.500    |
| Linfield          | 5.250    |
| Fola Esch         | 5.250    |
| Šachcër Salihorsk | 5.250    |
| Neftçi Baku       | 5.000    |
| Maccabi Haifa     | 4.875    |
| Shamrock Rovers   | 4.750    |
| Connah's Q.N.     | 4.750    |
| Valur             | 4.250    |
| Bodø/Glimt        | 4.200    |
| Hibernians        | 3.750    |
| NŠ Mura           | 3.000    |
| Teuta             | 2.750    |
| Borac Banja Luka  | 1.600    |

| Squadre        | Coeff    |
| Campioni       | Campioni |
| -------------- | -------- |
| HB Tórshavn    | 2.250    |
| Prishtina      | 2.250    |
| Inter Escaldes | 1.500    |
| Folgore        | 1.000    |

## Risultati

### Turno preliminare

#### Sorteggio
Partecipano al turno preliminare 4 squadre, sorteggiate in due accoppiamenti di sola andata, con le due vincitrici che si affrontano per l'accesso al primo turno in gara secca. Tutti gli incontri del "mini-torneo" avrebbero dovuto originariamente disputarsi a Tórshavn, nelle Fær Øer; tuttavia a causa delle restrizioni legate alla pandemia di COVID-19, le partite si sono disputate in Albania, nelle città di Elbasan e Durazzo. Le due squadre col maggior coefficiente UEFA sono teste di serie, la squadra estratta per prima ha giocato in casa.
Le squadre eliminate nel turno preliminare sono state sorteggiate nel percorso Campioni del secondo turno di qualificazione della UEFA Europa Conference League.
| Teste di serie | Coeff | Non teste di serie | Coeff |
| -------------- | ----- | ------------------ | ----- |
| HB Tórshavn    | 2.250 | Inter Escaldes     | 1.500 |
| Prishtina      | 2.250 | Folgore            | 1.000 |

#### Risultati
| Squadra 1   | Risultato  | Squadra 2      |
| Semifinali  | Semifinali | Semifinali     |
| ----------- | ---------- | -------------- |
| Folgore     | 0 - 2      | Prishtina      |
| HB Tórshavn | 0 - 1      | Inter Escaldes |
| Finale      |            |                |
| Prishtina   | 2 - 0      | Inter Escaldes |

##### Semifinali
| Arbitro: | Joni Hyytiä |

|  |           |                         |
|  | Marcatori | 51’ Krasniqi 90+1’ Hoti |

| Arbitro: | Joonas Jaanovits |

|  |           |            |
|  | Marcatori | 61’ Betriu |

##### Finale
| Arbitro: | Adam Ladebäck |

|                   |           |  |
| Krasniqi 45’, 58’ | Marcatori |  |

### Primo turno

#### Sorteggio
Partecipano al primo turno di qualificazione, un totale di 32 squadre: 31 squadre che entrano in questo turno, e 1 vincitore del turno preliminare. La posizione delle squadre come teste di serie, è basato sui coefficienti UEFA per club del 2021. Per il vincitore del turno preliminare, la cui identità non era nota al momento del sorteggio, è stato utilizzato il coefficiente di club della squadra rimanente con il punteggio più alto. Prima del sorteggio, la UEFA ha formato quattro gironi da otto squadre (quattro teste di serie e quattro non teste di serie) secondo i principi stabiliti dal Comitato Competizioni per Club. La prima squadra estratta in ogni accoppiamento è la squadra che giocherà in casa la gara di andata.
Le squadre eliminate nel primo turno di qualificazione saranno sorteggiate nel percorso Campioni del secondo turno di qualificazione della UEFA Europa Conference League, ad eccezione della perdente tra Slovan Bratislava e Shamrock Rovers, che sarà inserita nel sorteggio per il terzo turno di qualificazione della stessa competizione.
| Gruppo 1                                                   | Gruppo 1                                          | Gruppo 2                                           | Gruppo 2                                   |
| Teste di serie                                             | Non teste di serie                                | Teste di serie                                     | Non teste di serie                         |
| ---------------------------------------------------------- | ------------------------------------------------- | -------------------------------------------------- | ------------------------------------------ |
| Malmö FF Legia Varsavia Slovan Bratislava Lincoln Red Imps | Riga FC Fola Esch Shamrock Rovers Bodø/Glimt      | CFR Cluj Škendija Alaškert Budućnost               | HJK Connah's Q.N. NŠ Mura Borac Banja Luka |
| Gruppo 3                                                   | Gruppo 3                                          | Gruppo 4                                           | Gruppo 4                                   |
| Teste di serie                                             | Non teste di serie                                | Teste di serie                                     | Non teste di serie                         |
| Ludogorec Sheriff Tiraspol Dinamo Tbilisi Qairat           | Šachcër Salihorsk Neftçi Baku Maccabi Haifa Teuta | Dinamo Zagabria Ferencváros Žalgiris Flora Tallinn | Linfield Valur Hibernians Prishtina        |

#### Risultati
| Squadra 1         | Totale | Squadra 2         | Andata | Ritorno     |
| ----------------- | ------ | ----------------- | ------ | ----------- |
| Fola Esch         | 2 - 7  | Lincoln Red Imps  | 2 - 2  | 0 - 5       |
| Slovan Bratislava | 3 - 2  | Shamrock Rovers   | 2 - 0  | 1 - 2       |
| Malmö FF          | 2 - 1  | Riga FC           | 1 - 0  | 1 - 1       |
| Bodø/Glimt        | 2 - 5  | Legia Varsavia    | 2 - 3  | 0 - 2       |
| Connah's Q.N.     | 2 - 3  | Alaškert          | 2 - 2  | 0 - 1 (dts) |
| HJK               | 7 - 1  | Budućnost         | 3 - 1  | 4 - 0       |
| CFR Cluj          | 4 - 3  | Borac Banja Luka  | 3 - 1  | 1 - 2 (dts) |
| Škendija          | 0 - 6  | NŠ Mura           | 0 - 1  | 0 - 5       |
| Teuta             | 0 - 5  | Sheriff Tiraspol  | 0 - 4  | 0 - 1       |
| Dinamo Tbilisi    | 2 - 4  | Neftçi Baku       | 1 - 2  | 1 - 2       |
| Maccabi Haifa     | 1 - 3  | Qairat            | 1 - 1  | 0 - 2       |
| Ludogorec         | 2 - 0  | Šachcër Salihorsk | 1 - 0  | 1 - 0       |
| Ferencváros       | 6 - 1  | Prishtina         | 3 - 0  | 3 - 1       |
| Žalgiris          | 5 - 2  | Linfield          | 3 - 1  | 2 - 1       |
| Flora Tallinn     | 5 - 0  | Hibernians        | 2 - 0  | 3 - 0       |
| Dinamo Zagabria   | 5 - 2  | Valur             | 3 - 2  | 2 - 0       |

##### Andata
| Arbitro: | Nicolas Laforge |

|                                      |           |                      |
| Ro. Riski 5’ Valenčič 7’ Saksela 13’ | Marcatori | 35’ (rig.) Raičković |

| Arbitro: | Lazar Lukić |

|                   |           |  |
| Sappinen 75’, 89’ | Marcatori |  |

| Arbitro: | David Munro |

|                                |           |  |
| Nguen 71’ Mmaee 74’ Blažič 78’ | Marcatori |  |

| Arbitro: | Alex Troleis |

|                                              |           |              |
| Vidémont 38’ Kiš 45’ (rig.) Johns 68’ (aut.) | Marcatori | 54’ Manzinga |

| Arbitro: | Jochem Kamphuis |

|                                      |           |                |
| Omrani 11’ Deac 28’ Sigurjónsson 60’ | Marcatori | 45+1’ Moraitis |

| Arbitro: | Michal Ocenáš |

|                           |           |                          |
| Bensi 65’ Ahmetxhekaj 66’ | Marcatori | 26’ Carralero 50’ Britto |

| Arbitro: | António Nobre |

|  |           |                      |
|  | Marcatori | 28’ (rig.) Bobičanec |

| Arbitro: | David Fuxman |

|             |           |                                   |
| Marušić 36’ | Marcatori | 23’ Ələsgərov 57’ (rig.) Mahmudov |

| Arbitro: | Juxhin Xhaja |

|                              |           |                              |
| Botheim 45+1’ Pernambuco 78’ | Marcatori | 2’ Luquinhas 41’, 61’ Emreli |

| Arbitro: | Sebastian Gishamer |

|                |           |  |
| Ratão 28’, 47’ | Marcatori |  |

| Arbitro: | Rohit Saggi |

|             |           |  |
| Cauly 90+2’ | Marcatori |  |

| Arbitro: | Milovan Milačić |

|            |           |          |
| Atzili 45’ | Marcatori | 76’ Älip |

| Arbitro: | Amine Kourgheli |

|  |           |                                              |
|  | Marcatori | 15’, 45+1’ Luvannor 56’ Traore 89’ Castañeda |

| Arbitro: | Oskari Hämäläinen |

|           |           |  |
| Čolak 50’ | Marcatori |  |

| Arbitro: | Genc Nuza |

|                                |           |                                  |
| Ademi 8’, 72’ Majer 41’ (rig.) | Marcatori | 88’ K. Sigurdsson 90’ Adolphsson |

| Arbitro: | Vasilis Dimitriou |

|                      |           |                    |
| Curran 19’ Horan 79’ | Marcatori | 21’, 45’ Churcidze |

##### Ritorno
| Arbitro: | Manfredas Lukjancukas |

|  |           |                                      |
|  | Marcatori | 25’ Zenjov 33’ Sappinen 87’ Reinkort |

| Arbitro: | Gergo Bogár |

|              |           |           |
| Paurević 57’ | Marcatori | 33’ Čolak |

| Arbitro: | Ian McNabb |

|                                                          |           |  |
| De Barr 19’, 73’ Walker 39’ (rig.), 68’ (rig.) Ronan 58’ | Marcatori |  |

| Arbitro: | Vladimir Moskalev |

|           |           |  |
| Traoré 6’ | Marcatori |  |

| Arbitro: | Laurent Kopriwa |

|          |           |                     |
| Hoti 67’ | Marcatori | 49’, 80’, 86’ Uzuni |

| Arbitro: | Marcel Birsan |

|                                                     |           |  |
| Bobičanec 25’ Kouter 45+1’ Klepač 55’, 87’ Kous 64’ | Marcatori |  |

| Arbitro: | Urs Schnyder |

|                          |           |              |
| Vranješ 60’ Moraitis 64’ | Marcatori | 118’ Chipciu |

| Arbitro: | Dragomir Draganov |

|  |           |                                         |
|  | Marcatori | 6’, 49’ Ro. Riski 35’ Valenčič 40’ Jair |

| Arbitro: | Matthew De Gabriele |

|                    |           |                          |
| Shields 66’ (rig.) | Marcatori | 17’ Mikoliūnas 44’ Onazi |

| Arbitro: | Mario Zebec |

|                             |           |           |
| Burke 16’ (rig.) Towell 64’ | Marcatori | 73’ Weiss |

| Arbitro: | Arda Kardeşler |

|  |           |              |
|  | Marcatori | 71’ Despodov |

| Arbitro: | Zaven Hovhannisyan |

|  |           |                        |
|  | Marcatori | 31’ Ivanušec 89’ Oršić |

| Arbitro: | Viktor Kopiievskyi |

|                            |           |  |
| Vágner Love 10’ Ábiken 66’ | Marcatori |  |

| Arbitro: | Ondrej Pechanec |

|                |           |  |
| Bezecourt 113’ | Marcatori |  |

| Arbitro: | Dumitri Muntean |

|                                   |           |           |
| Mahmudov 58’ (rig.) Ələsgərov 68’ | Marcatori | 51’ Radin |

| Arbitro: | Aristotelis Diamantopoulos |

|                             |           |  |
| Luquinhas 40’ Pekhart 90+5’ | Marcatori |  |

### Secondo turno

#### Sorteggio
Al secondo turno di qualificazione giocheranno un totale di 26 squadre. Saranno divisi in due percorsi:
- Campioni (20 squadre): 4 squadre che entrano in questo turno e 16 vincitrici del primo turno di qualificazione.
- Piazzate (6 squadre): 6 squadre che entrano in questo turno.

La posizione delle squadre come teste di serie si è basato sui coefficienti UEFA per club del 2021. Per i vincitori del primo turno di qualificazione, la cui identità non era nota al momento del sorteggio, è stato utilizzato il coefficiente della squadra con il punteggio più alto per ogni accoppiamento. Prima del sorteggio, la UEFA ha formato tre gironi del Percorso Campioni, due di sei squadre (tre teste di serie e tre non teste di serie) e una di otto squadre (quattro teste di serie e quattro non teste di serie), secondo i principi stabiliti dal Comitato Competizioni per Club. 
La prima squadra estratta in ogni accoppiamento è la squadra che giocherà in casa la gara di andata.
Le perdenti del Percorso Campioni saranno sorteggiate al terzo turno di qualificazione dell'Europa League Percorso Campioni, mentre le perdenti del Percorso Piazzate saranno sorteggiate al terzo turno di qualificazione dell'Europa League Percorso Piazzate.
| Gruppo 1                                  | Gruppo 1                               | Gruppo 2                                 | Gruppo 2                    | Gruppo 3                                | Gruppo 3                              |
| Teste di serie                            | Non teste di serie                     | Teste di serie                           | Non teste di serie          | Teste di serie                          | Non teste di serie                    |
| ----------------------------------------- | -------------------------------------- | ---------------------------------------- | --------------------------- | --------------------------------------- | ------------------------------------- |
| Dinamo Zagabria Young Boys Legia Varsavia | Slovan Bratislava Flora Tallinn Omonia | Olympiacos Stella Rossa Sheriff Tiraspol | Alaškert Neftçi Baku Qairat | Ludogorec Malmö FF CFR Cluj Ferencváros | NŠ Mura Žalgiris HJK Lincoln Red Imps |

| Teste di serie          | Non teste di serie                   |
| ----------------------- | ------------------------------------ |
| Celtic PSV Sparta Praga | Rapid Vienna Galatasaray Midtjylland |

#### Risultati
| Squadra 1         | Totale   | Squadra 2        | Andata   | Ritorno     |
| Campioni          | Campioni | Campioni         | Campioni | Campioni    |
| ----------------- | -------- | ---------------- | -------- | ----------- |
| Dinamo Zagabria   | 3 - 0    | Omonia           | 2 - 0    | 1 - 0       |
| Slovan Bratislava | 2 - 3    | Young Boys       | 0 - 0    | 2 - 3       |
| Legia Varsavia    | 3 - 1    | Flora Tallinn    | 2 - 1    | 1 - 0       |
| Alaškert          | 1 - 4    | Sheriff Tiraspol | 0 - 1    | 1 - 3       |
| Olympiacos        | 2 - 0    | Neftçi Baku      | 1 - 0    | 1 - 0       |
| Qairat            | 2 - 6    | Stella Rossa     | 2 - 1    | 0 - 5       |
| Lincoln Red Imps  | 1 - 4    | CFR Cluj         | 1 - 2    | 0 - 2       |
| Malmö FF          | 4 - 3    | HJK              | 2 - 1    | 2 - 2       |
| Ferencváros       | 5 - 1    | Žalgiris         | 2 - 0    | 3 - 1       |
| NŠ Mura           | 1 - 3    | Ludogorec        | 0 - 0    | 1 - 3       |
| Piazzate          |          |                  |          |             |
| Rapid Vienna      | 2 - 3    | Sparta Praga     | 2 - 1    | 0 - 2       |
| Celtic            | 2 - 3    | Midtjylland      | 1 - 1    | 1 - 2 (dts) |
| PSV               | 7 - 2    | Galatasaray      | 5 - 1    | 2 - 1       |

##### Andata

###### Campioni
| Arbitro: | Rade Obrenovič |

|  |           |              |
|  | Marcatori | 84’ Luvannor |

| Arbitro: | Delajod Willy |

|          |           |                   |
| Rosa 45’ | Marcatori | 52’, 58’ Debeljuh |

| Arbitro: | Giorgi Kruashvili |

|                     |           |  |
| Uzuni 25’ Nguen 39’ | Marcatori |  |

| Arbitro: | Paweł Gil |

|                     |           |  |
| Majer 65’ Jakić 81’ | Marcatori |  |

| Arbitro: | Halil Umut Meler |

|                       |           |                      |
| Kanté 24’ Bagnack 79’ | Marcatori | 57’ (aut.) Mikanović |

| Arbitro: | Mykola Balakin |

|                              |           |               |
| Čolak 45+1’ Christiansen 74’ | Marcatori | 68’ Ro. Riski |

| Murska Sobota 21 luglio 2021, ore 20:00 CEST ritorno → | NŠ Mura     | 0 – 0 referto | Ludogorec | Stadio Fazanerija (3 450 spett.)\| Arbitro: \| Harm Osmers \| |
| Arbitro:                                               | Harm Osmers |               |           |                                                               |

| Bratislava 21 luglio 2021, ore 20:30 CEST ritorno → | Slovan Bratislava | 0 – 0 referto | Young Boys | Tehelné pole (1 000 spett.)\| Arbitro: \| Chris Kavanagh \| |
| Arbitro:                                            | Chris Kavanagh    |               |            |                                                             |

| Arbitro: | João Pinheiro |

|            |           |  |
| Camara 29’ | Marcatori |  |

| Arbitro: | Vitali Meshkov |

|                                |           |              |
| Kapustka 3’ Rafael Lopes 90+1’ | Marcatori | 53’ Sappinen |

###### Piazzate
| Arbitro: | Serdar Gözübüyük |

|                      |           |              |
| Knasmüllner 63’, 71’ | Marcatori | 3’ Krejčí II |

| Arbitro: | Sandro Schärer |

|           |           |             |
| Abada 39’ | Marcatori | 66’ Evander |

| Arbitro: | Alejandro Hernández |

|                                    |           |                 |
| Zahavi 2’, 35’, 84’ Götze 51’, 88’ | Marcatori | 42’ Emre Kılınç |

##### Ritorno

###### Campioni
| Arbitro: | Glenn Nyberg |

|  |           |            |
|  | Marcatori | 79’ Menalo |

| Arbitro: | Stuart Attwell |

|                        |           |                                  |
| Tenho 1’ Ri. Riski 78’ | Marcatori | 10’ Christiansen 76’ Birmančević |

| Arbitro: | Anastasios Papapetrou |

|  |           |                  |
|  | Marcatori | 67’ Rafael Lopes |

| Arbitro: | Erik Lambrechts |

|            |           |                          |
| Diaw 90+3’ | Marcatori | 44’, 72’ Mmaee 90+4’ Mak |

| Arbitro: | Ricardo de Burgos |

|  |           |              |
|  | Marcatori | 15’ Masouras |

| Arbitro: | Bojan Pandžić |

|                                           |           |            |
| Dulanto 15’ Luvannor 23’ Thill 87’ (rig.) | Marcatori | 10’ Glišić |

| Arbitro: | Yigal Frid |

|                             |           |  |
| Cestor 18’ Sigurjónsson 58’ | Marcatori |  |

| Arbitro: | Marco Di Bello |

|                                |           |            |
| Sōtīriou 4’ Manu 82’ Cauly 90’ | Marcatori | 64’ Horvat |

| Arbitro: | Irfan Peljto |

|                                                |           |                            |
| Siebatcheu 10’ (rig.) Garcia 24’ Aebischer 49’ | Marcatori | 60’ (aut.) Kanga 62’ Henty |

| Arbitro: | Andris Treimanis |

|                                              |           |  |
| Katai 9’, 42’ Diony 21’ Ivanić 49’ Falco 56’ | Marcatori |  |

###### Piazzate
| Arbitro: | Bartosz Frankowski |

|                       |           |              |
| Mabil 61’ Nwadike 94’ | Marcatori | 48’ McGregor |

| Arbitro: | Massimiliano Irrati |

|            |           |                            |
| Diagne 84’ | Marcatori | 37’ Madueke 59’ Van Ginkel |

| Arbitro: | Bobby Madden |

|                                      |           |  |
| Moberg Karlsson 16’ (rig.) Pešek 81’ | Marcatori |  |

### Terzo turno

#### Sorteggio
Il sorteggio per il terzo turno di qualificazione si terrà il 19 luglio 2021, 12:00 CEST.
Al terzo turno di qualificazione giocheranno un totale di 20 squadre. Saranno divisi in due percorsi:
- Campioni (12 squadre): 2 squadre che entrano in questo turno e 10 vincitrici del secondo turno di qualificazione (Percorso campioni).
- Piazzate (8 squadre): 5 squadre che entrano in questo turno e 3 vincitrici del secondo turno di qualificazione (Percorso piazzate).

La posizione delle squadre come teste di serie si è basato sui coefficienti UEFA per club del 2021. Per le vincitrici del secondo turno di qualificazione, la cui identità non sarà nota al momento del sorteggio, verrà utilizzato il coefficiente della squadra con il punteggio più alto per ogni accoppiamento. 
La prima squadra estratta in ogni accoppiamento è la squadra che giocherà in casa la gara di andata.
Le vincitrici degli spareggi avanzeranno agli spareggi del rispettivo percorso. Le perdenti del Percorso Campioni saranno trasferite al turno di spareggio dell'Europa League, mentre le perdenti del Percorso Piazzate saranno trasferite alla fase a gironi dell'Europa League.
| Gruppo 1                              | Gruppo 1                          | Gruppo 2                          | Gruppo 2                              |
| Teste di serie                        | Non teste di serie                | Teste di serie                    | Non teste di serie                    |
| ------------------------------------- | --------------------------------- | --------------------------------- | ------------------------------------- |
| Dinamo Zagabria Olympiacos Young Boys | Ludogorec CFR Cluj Legia Varsavia | Slavia Praga Stella Rossa Rangers | Malmö FF Sheriff Tiraspol Ferencváros |

| Gruppo 1                           | Gruppo 1                            |
| Teste di serie                     | Non teste di serie                  |
| ---------------------------------- | ----------------------------------- |
| Šachtar Benfica Monaco Midtjylland | Genk PSV Spartak Mosca Sparta Praga |

#### Risultati
| Squadra 1       | Totale          | Squadra 2        | Andata   | Ritorno     |
| Campioni        | Campioni        | Campioni         | Campioni | Campioni    |
| --------------- | --------------- | ---------------- | -------- | ----------- |
| Dinamo Zagabria | 2 - 1           | Legia Varsavia   | 1 - 1    | 1 - 0       |
| CFR Cluj        | 2 - 4           | Young Boys       | 1 - 1    | 1 - 3       |
| Olympiacos      | 3 - 3 (1-4 dtr) | Ludogorec        | 1 - 1    | 2 - 2 (dts) |
| Stella Rossa    | 1 - 2           | Sheriff Tiraspol | 1 - 1    | 0 - 1       |
| Malmö FF        | 4 - 2           | Rangers          | 2 - 1    | 2 - 1       |
| Ferencváros     | 2 - 1           | Slavia Praga     | 2 - 0    | 0 - 1       |
| Piazzate        |                 |                  |          |             |
| PSV             | 4 - 0           | Midtjylland      | 3 - 0    | 1 - 0       |
| Spartak Mosca   | 0 - 4           | Benfica          | 0 - 2    | 0 - 2       |
| Genk            | 2 - 4           | Šachtar          | 1 - 2    | 1 - 2       |
| Sparta Praga    | 1 - 5           | Monaco           | 0 - 2    | 1 - 3       |

##### Andata

###### Campioni
| Arbitro: | Szymon Marciniak |

|                           |           |                |
| Rieks 47’ Birmančević 49’ | Marcatori | 90+5’ S. Davis |

| Arbitro: | Danny Makkelie |

|          |           |              |
| Manea 4’ | Marcatori | 90+3’ Sierro |

| Arbitro: | Bobby Madden |

|               |           |              |
| A. Camara 87’ | Marcatori | 50’ Despodov |

| Arbitro: | Ovidiu Haţegan |

|             |           |               |
| Diony 45+1’ | Marcatori | 33’ Castañeda |

| Arbitro: | Jesús Gil Manzano |

|                                         |           |  |
| Kačaraba 44’ (aut.) Charatin 50’ (rig.) | Marcatori |  |

| Arbitro: | Antonio Mateu Lahoz |

|              |           |          |
| Petković 60’ | Marcatori | 82’ Muçi |

###### Piazzate
| Arbitro: | Michael Oliver |

|  |           |                            |
|  | Marcatori | 37’ Tchouaméni 59’ Volland |

| Arbitro: | Anastasios Sidīropoulos |

|             |           |                                  |
| Onuachu 39’ | Marcatori | 63’ (rig.) Tetê 81’ Alan Patrick |

| Arbitro: | Sergej Karasëv |

|                                 |           |  |
| Madueke 19’ Götze 29’ Gakpo 32’ | Marcatori |  |

| Arbitro: | Srdjan Jovanović |

|  |           |                             |
|  | Marcatori | 51’ Rafa Silva 74’ Gilberto |

##### Ritorno

###### Campioni
| Arbitro: | Tobias Stieler |

|              |           |  |
| Masopust 36’ | Marcatori |  |

| Arbitro: | Felix Zwayer |

|                |           |  |
| Arboleda 45+2’ | Marcatori |  |

| Arbitro: | Orel Grinfeld |

|                                             |                      |                                |
| Rúben Semedo 49’ (aut.) Sōtīriou 57’ (rig.) | Marcatori            | 31’ M'Vila 68’ (rig.) El-Arabi |
| Sōtīriou Santana Verdon Cicinho             | Tiri di rigore 4 – 1 | Valbuena Hassan Lala           |

| Arbitro: | Cüneyt Çakır |

|                                  |           |           |
| Siebatcheu 23’, 42’ Ngamaleu 25’ | Marcatori | 4’ Omrani |

| Arbitro: | Slavko Vinčić |

|             |           |                |
| Morelos 19’ | Marcatori | 53’, 58’ Čolak |

| Arbitro: | Benoît Bastien |

|  |           |             |
|  | Marcatori | 20’ Franjić |

###### Piazzate
| Arbitro: | István Kovács |

|                               |           |             |
| Traoré 27’ Marcos Antônio 76’ | Marcatori | 90’ Dessers |

| Arbitro: | Daniele Orsato |

|                                         |           |                     |
| Gelson Martins 50’ Golovin 56’ Diop 81’ | Marcatori | 78’ Moberg Karlsson |

| Arbitro: | Clément Turpin |

|  |           |             |
|  | Marcatori | 90+3’ Bruma |

| Arbitro: | Anthony Taylor |

|                                   |           |  |
| João Mário 58’ Gigot 90+2’ (aut.) | Marcatori |  |

| Squadra 1        | Totale   | Squadra 2       | Andata   | Ritorno     |
| Campioni         | Campioni | Campioni        | Campioni | Campioni    |
| ---------------- | -------- | --------------- | -------- | ----------- |
| Salisburgo       | 4 - 2    | Brøndby         | 2 - 1    | 2 - 1       |
| Young Boys       | 6 - 4    | Ferencváros     | 3 - 2    | 3 - 2       |
| Malmö FF         | 3 - 2    | Ludogorec       | 2 - 0    | 1 - 2       |
| Sheriff Tiraspol | 3 - 0    | Dinamo Zagabria | 3 - 0    | 0 - 0       |
| Piazzate         |          |                 |          |             |
| Monaco           | 2 - 3    | Šachtar         | 0 - 1    | 2 - 2 (dts) |
| Benfica          | 2 - 1    | PSV             | 2 - 1    | 0 - 0       |

### Spareggi

#### Sorteggio
Il sorteggio sarà effettuato il 2 agosto 2021, 12:00 CEST.
Un totale di 12 squadre giocheranno nel girone di spareggio. Saranno divisi in due percorsi:
- Percorso Campioni (8 squadre): 2 squadre accedono a questo turno e 6 vincitrici del terzo turno di qualificazione (Percorso Campioni).
- Percorso Piazzate (4 squadre): 4 vincitrici del terzo turno di qualificazione (Percorso Piazzate).

La posizione delle squadre come teste di serie si è basato sui coefficienti UEFA per club del 2021. Per le vincitrici del terzo turno di qualificazione, la cui identità non sarà nota al momento del sorteggio, verrà utilizzato il coefficiente della squadra con il punteggio più alto per ogni accoppiamento.
Le squadre sono state suddivise in due urne ("teste di serie" e "non teste di serie") in base al loro coefficiente UEFA; la squadra sorteggiata per prima gioca l'andata in casa.
| Teste di serie  | Coeff    | Non teste di serie | Coeff    |
| Campioni        | Campioni | Campioni           | Campioni |
| --------------- | -------- | ------------------ | -------- |
| Salisburgo      | 59.000   | Young Boys         | 35.000   |
| Dinamo Zagabria | 44.500   | Sheriff Tiraspol   | 14.500   |
| Ferencváros     | 13.500   | Malmö FF           | 18.500   |
| Ludogorec       | 28.000   | Brøndby            | 7.000    |
| Piazzate        |          |                    |          |
| Šachtar         | 79.000   | Monaco             | 36.000   |
| Benfica         | 58.000   | PSV                | 29.000   |

#### Andata

##### Campioni
| Arbitro: | Cüneyt Çakır |

|                             |           |  |
| Traoré 45’, 80’ Kolovos 54’ | Marcatori |  |

| Arbitro: | Szymon Marciniak |

|                          |           |         |
| Adeyemi 56’ Aaronson 90’ | Marcatori | 4’ Uhre |

| Arbitro: | Antonio Mateu Lahoz |

|                            |           |  |
| Birmančević 26’ Berget 61’ | Marcatori |  |

| Arbitro: | William Collum |

|                                |           |               |
| Elia 16’ Sierro 40’ Garcia 65’ | Marcatori | 14’, 82’ Boli |

##### Piazzate
| Arbitro: | Danny Makkelie |

|  |           |              |
|  | Marcatori | 19’ Pedrinho |

| Arbitro: | Felix Brych |

|                          |           |           |
| Rafa Silva 10’ Weigl 42’ | Marcatori | 51’ Gakpo |

#### Ritorno

##### Campioni
| Arbitro: | Clément Turpin |

|                                   |           |                 |
| Nedjalkov 10’ Sōtīriou 60’ (rig.) | Marcatori | 42’ Birmančević |

| Arbitro: | Sergej Karasëv |

|                     |           |                                         |
| Wingo 18’ Mmaee 27’ | Marcatori | 4’ Zesiger 56’ Fassnacht 90+3’ Mambimbi |

| Zagabria 25 agosto 2021, ore 21:00 CEST ← andata | Dinamo Zagabria | 0 – 0 (tot.: 0-3) referto | Sheriff Tiraspol | Stadio Maksimir (8 015 spett.)\| Arbitro: \| Daniele Orsato \| |
| Arbitro:                                         | Daniele Orsato  |                           |                  |                                                                |

| Arbitro: | Carlos del Cerro Grande |

|           |           |                       |
| Maxsø 62’ | Marcatori | 4’ Šeško 10’ Aaronson |

##### Piazzate
| Amsterdam 24 agosto 2021, ore 21:00 CEST ← andata | PSV           | 0 – 0 (tot.: 1-2) referto | Benfica | Philips Stadion (21 855 spett.)\| Arbitro: \| Slavko Vinčić \| |
| Arbitro:                                          | Slavko Vinčić |                           |         |                                                                |

| Arbitro: | Anthony Taylor |

|                                |           |                     |
| Marlos 74’ Aguilar 114’ (aut.) | Marcatori | 18’, 39’ Ben Yedder |